# Vagrantini
Vagrantini es una tribu de lepidópteros perteneciente a la familia Nymphalidae. Es originario del sur de Norteamérica al norte de Sudamérica.

## Géneros
- Algia Herrich-Schäffer, 1864
- Algiachroa Parsons, 1989
- Cirrochroa Doubleday, 1847 –
- Cupha Billberg, 1820
- Lachnoptera Doubleday, 1847
- Phalanta Horsfield, 1829 –
- Smerina Hewitson, 1874
- Terinos Boisduval, 1836
- Vagrans Hemming, 1934
- Vindula Hemming, 1934